# آبراهام بریل

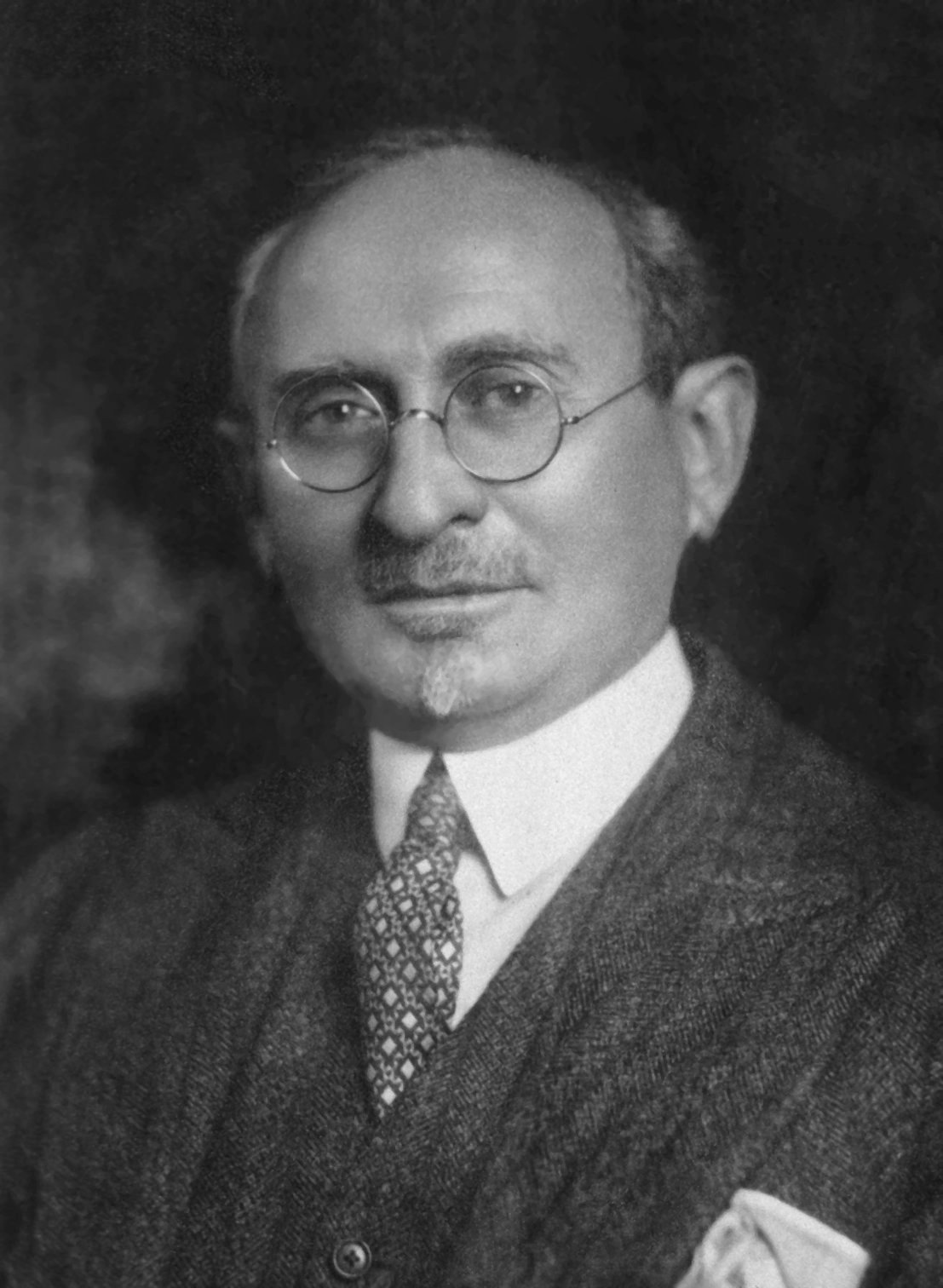
آبراهام بریل.

آبراهام آردن بریل (۱۲ اکتبر ۱۸۷۴ – ۲ مارس ۱۹۴۸) یک روانپزشک با اصلیتِ اتریشی که تقریباً تمام زندگی بزرگسالی خود را در ایالات متحده گذرانده بود. وی نخستین روانکاو عملی (تمرینی) در ایالات متحده و نخستین مترجم آثار زیگموند فروید به زبان انگلیسی بود.